# Rezerwat przyrody Lucień
Rezerwat przyrody Lucień – leśny rezerwat przyrody utworzony w 1987 r. na terenie gminy Gostynin. Zajmuje powierzchnię 55,44 ha. Rezerwat znajduje się w granicach Gostynińsko-Włocławskiego Parku Krajobrazowego i obejmuje północno-wschodnie brzegi Jeziora Lucieńskiego oraz pobliskie zbiorowiska leśne.
Celem ochrony jest zachowanie naturalnych zbiorowisk boru mieszanego oraz fragmentu olsu ze znacznym udziałem jesionu.